# Sispa
 (avril 2025).
Si vous disposez d'ouvrages ou d'articles de référence ou si vous connaissez des sites web de qualité traitant du thème abordé ici, merci de compléter l'article en donnant les références utiles à sa vérifiabilité et en les liant à la section « Notes et références ».
Le sispa est une petite galette typique de la cuisine amérindiennne d’Amazonie, d'environ 5 cm de diamètre. 

## Description
Blanche sucrée ou salée, la galette est faite à base d'amidon de manioc et de noix de coco. Une fois préparée elle doit être croustillante et sèche.
Cette petite galette est consommée généralement en dessert, par toutes les communautés de Guyane.